# العزب (الفيوم)
قرية العزب هي إحدى القرى التابعة لمركز الفيوم في محافظة الفيوم في جمهورية مصر العربية. حسب إحصاءات سنة 2006، بلغ إجمالي السكان في العزب 7607 نسمة، منهم 3974 رجل و3633 امرأة.